# موزه ملی سوئد
موزه ملی سوئد (سوئدی: Nationalmuseum) موزه ملی کشور سوئد است که در مرکز استکهلم واقع شده‌است. این موزه حدود نیم میلیون اثر هنری از دوره‌های مختلف تاریخی و هنرمندان زیادی منجمله رامبرانت، کارل لارشون و پیترو پروجینو و بسیاری دیگر دارد.

## نگارخانه

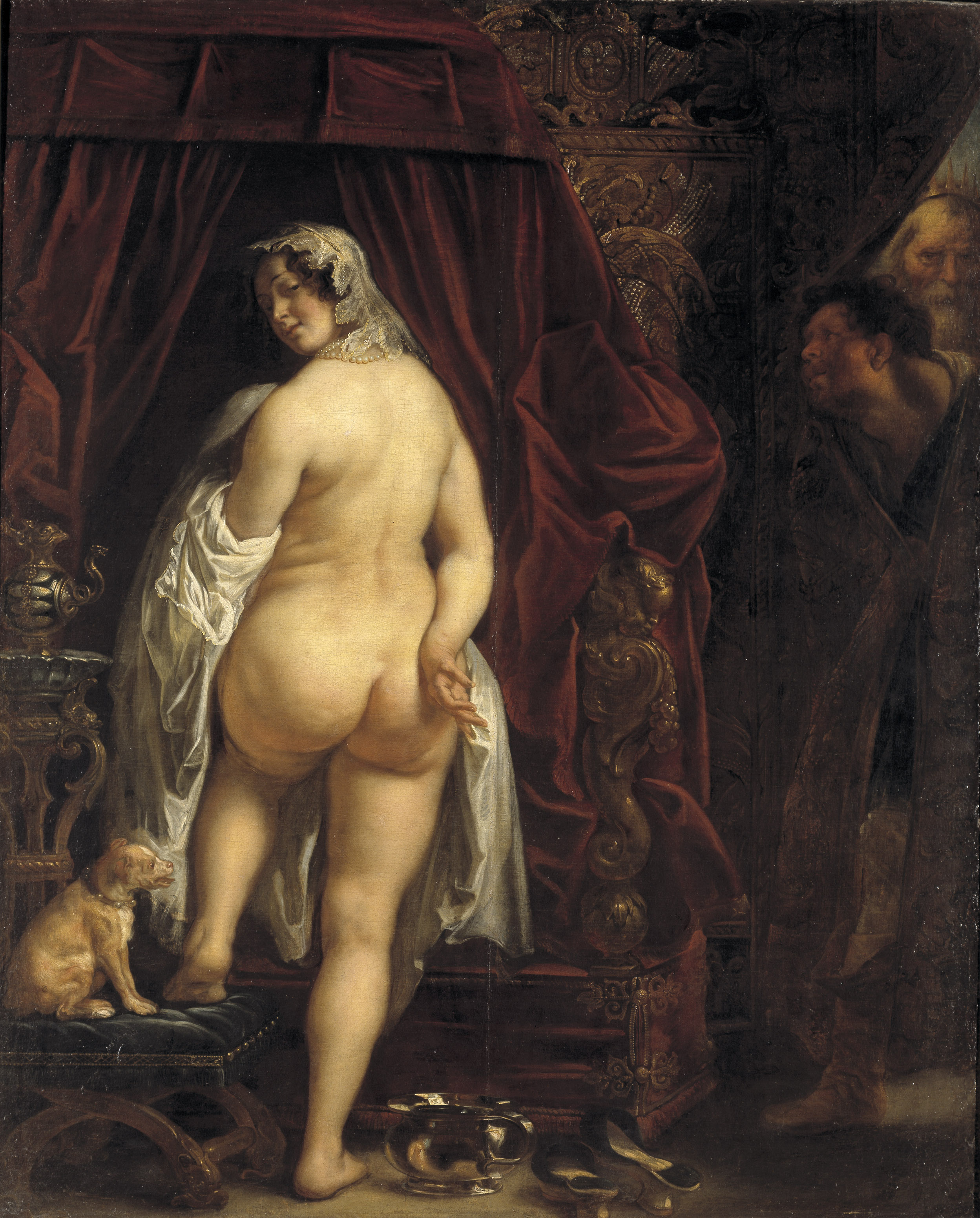
کاندولس همسر خود را به ژیگس نشان می‌دهد ۱۶۴۶ م. اثر جیکوب جردن
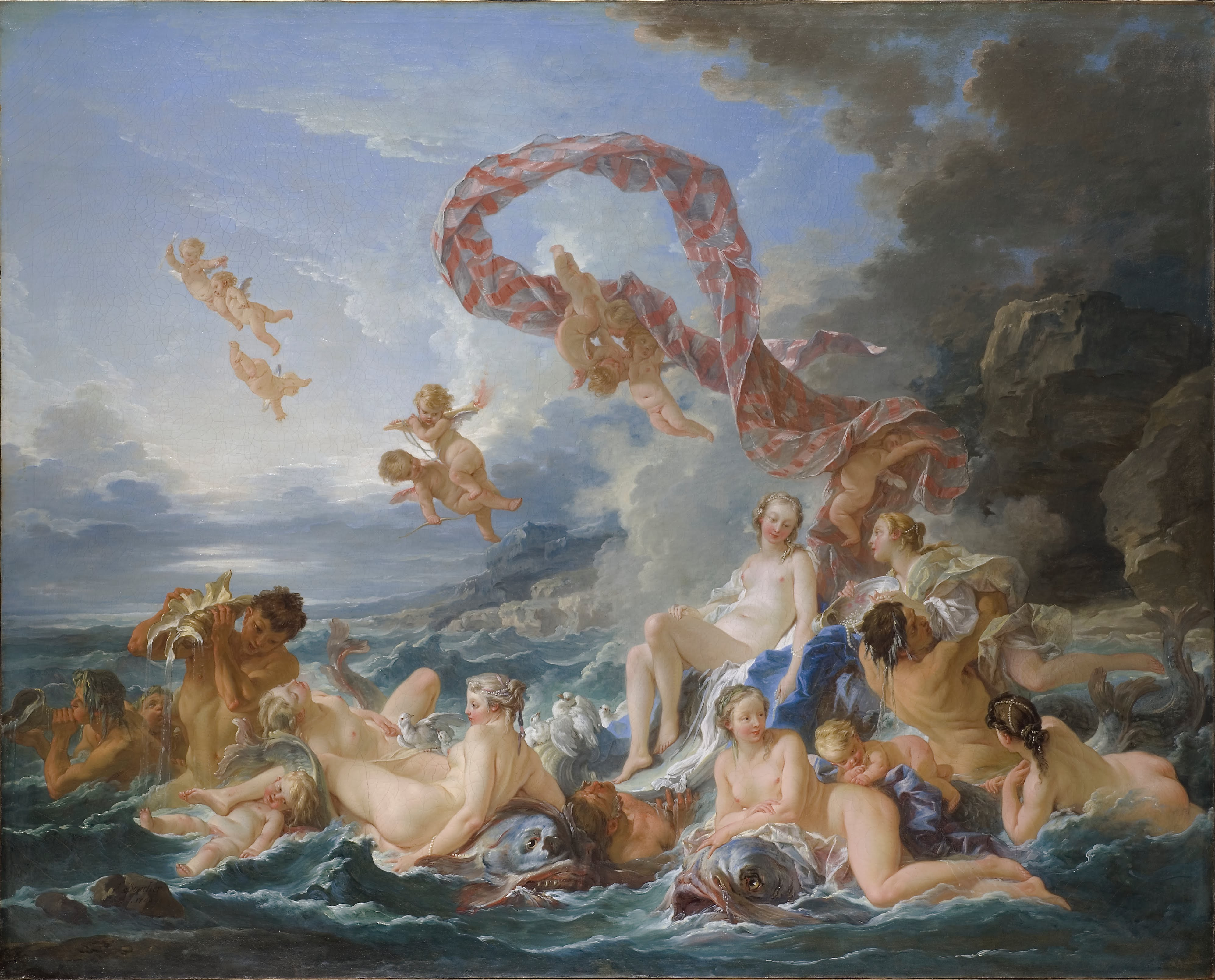
سر برکشیدن ونوس از قعر دریا ۱۷۴۰ م. اثر فرانسوا بوشه
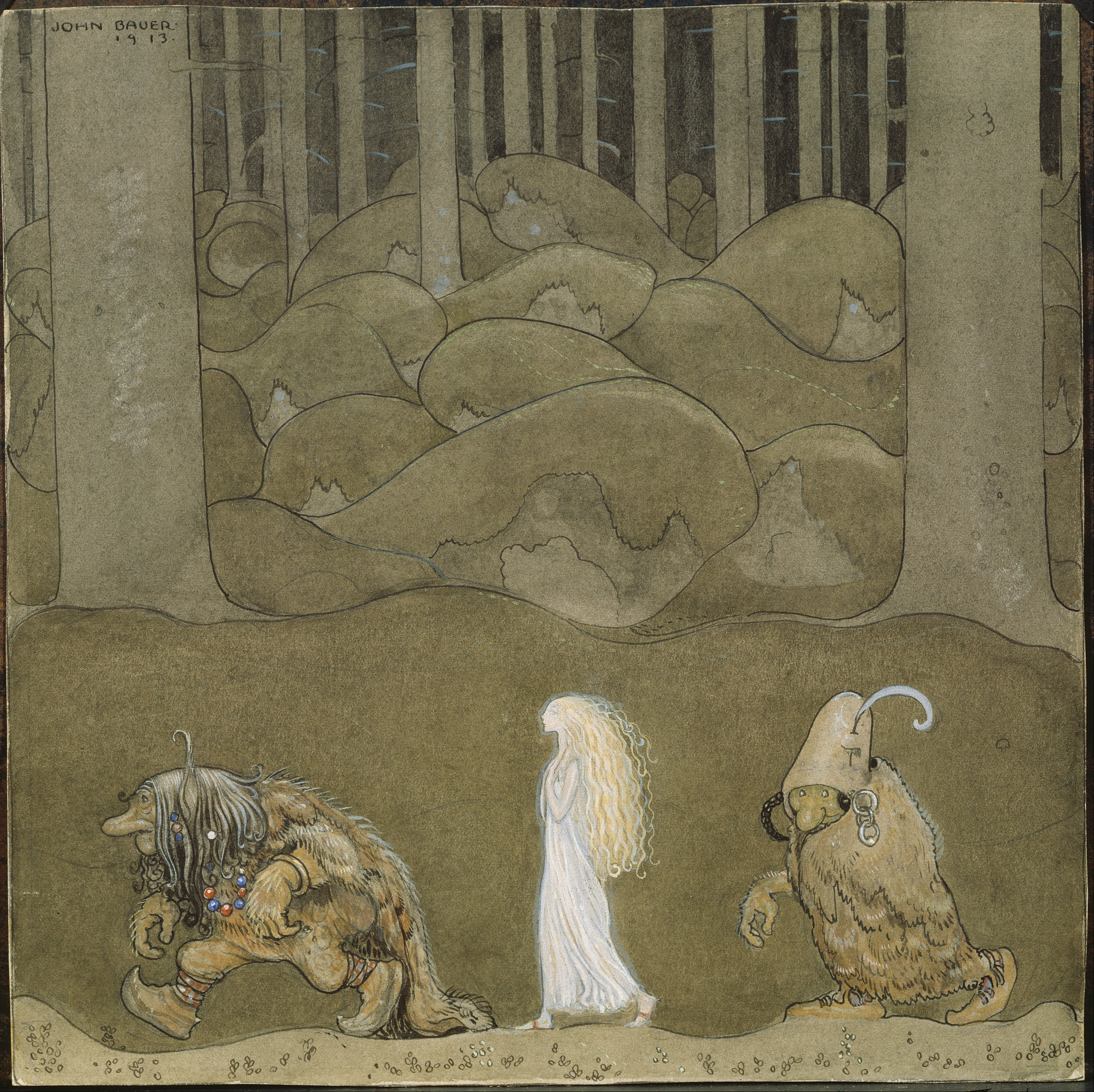
شاهزاده و ترول‌ها ۱۹۱۳ م. اثر جان باور
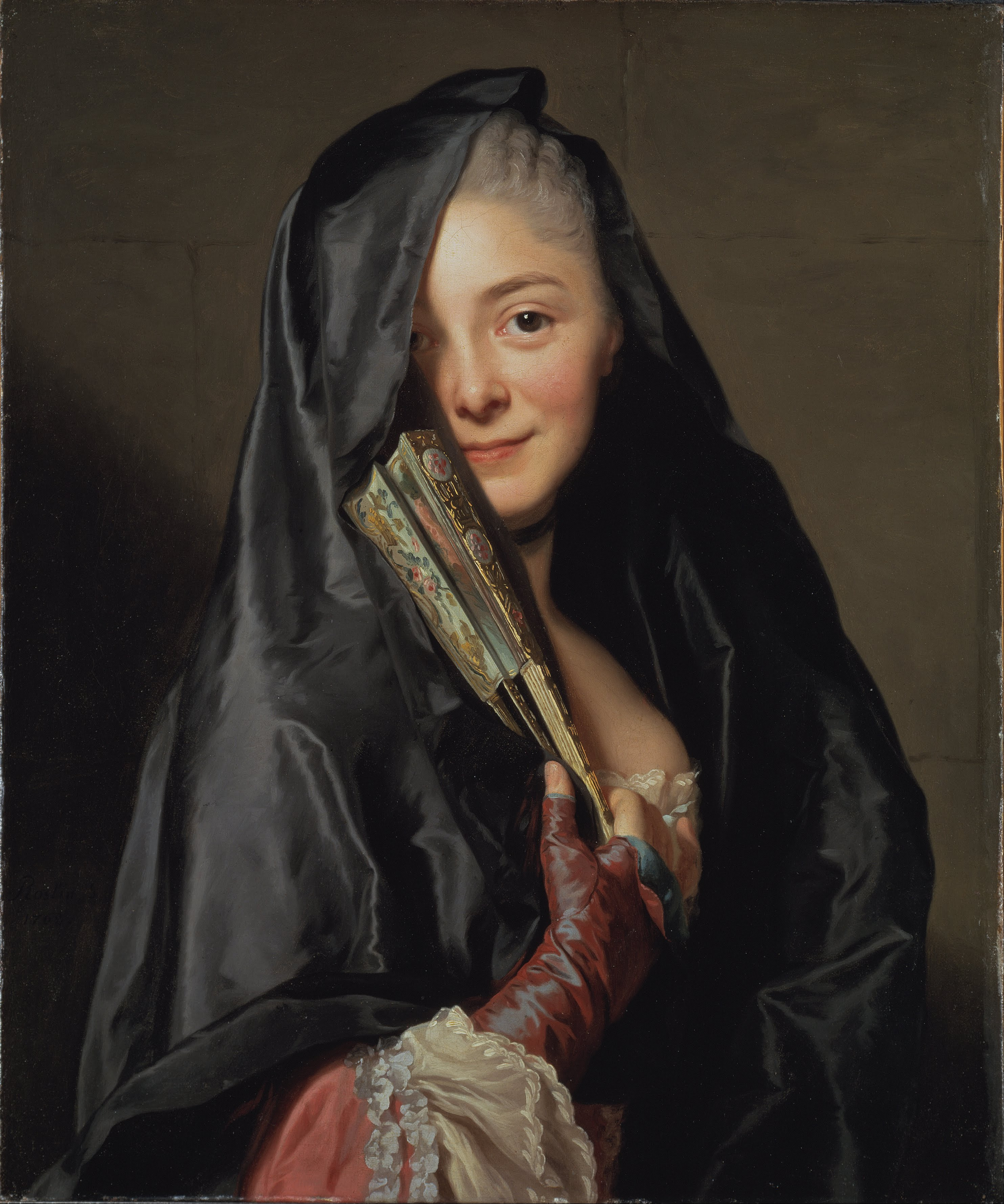
بانوی باحجاب: پرتره‌ای از همسر نقاش ۱۷۶۸ م. اثر الکساندر روسلین
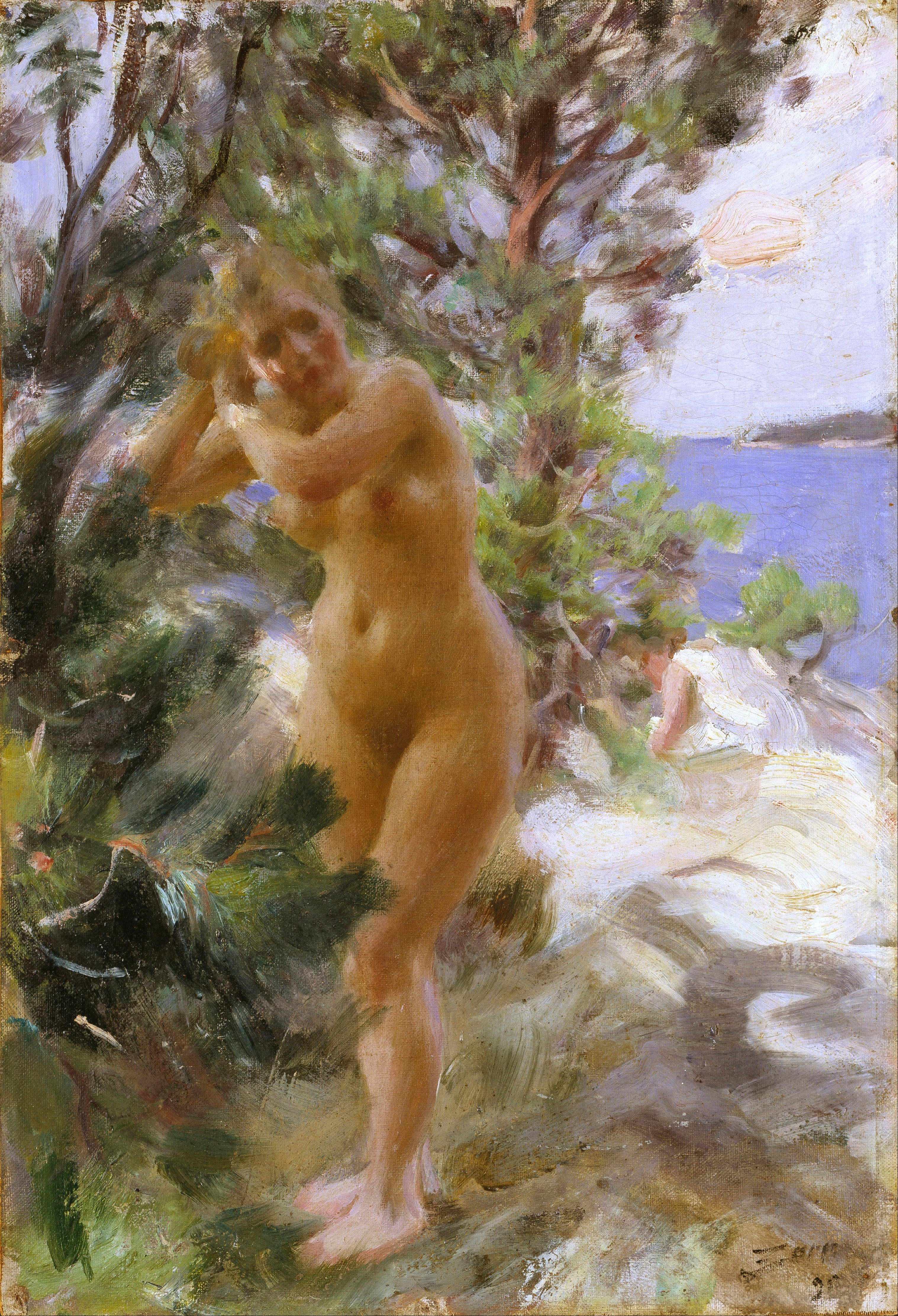
پس از آب‌تنی ۱۸۹۵ م. اثر آندرس زورن
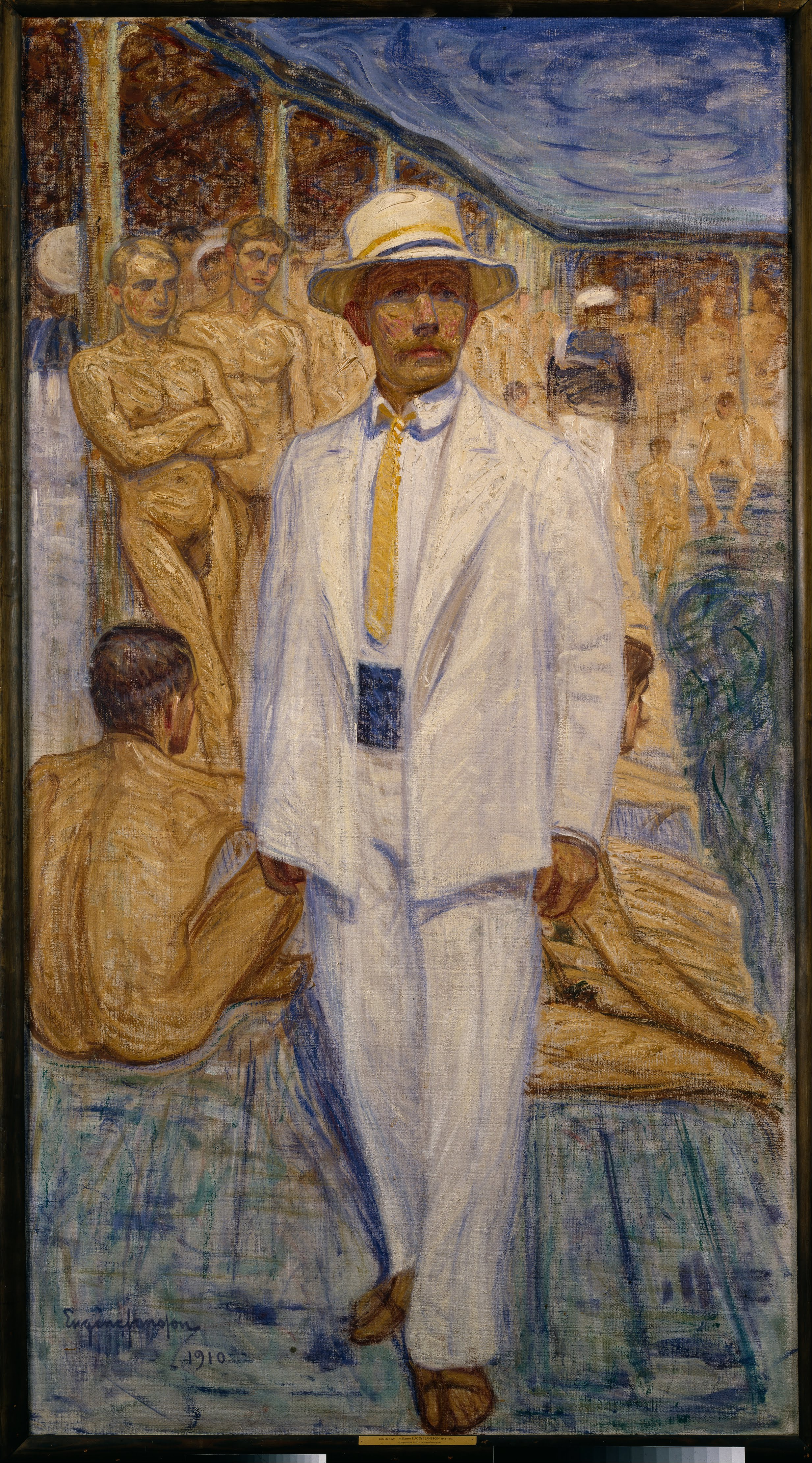
خودنگاره
۱۹۱۰ م.
اثر یوجین یانسون